# 다니시멘지
다니시멘지(答失蠻察, Danishmendji, ? ~ 1348년)는 차가타이 한국의 분열 후, 서차가타이 한국의 1대 칸이다. 원래는 오고타이 칸의 후손으로, 오고타이 칸국의 칸 카이두의 손자이다. 일설에는 카이두의 아들이라는 설도 있다. 1346년 카라우나스의 지도자인 돌궐귀족 아미르 카자한이 차가타이 한국의 실권을 잡고, 칸 카잔 칸 이븐 야사우르를 살해했다. 전임 칸 카잔 칸 이븐 아사우르는 차가타이 칸의 7대손이었다.
그는 카단의 증손 알리 술탄에 이어 오고타이 가문 출신으로 두번째 차가타이 칸국의 칸이었다. 다니시멘지는 카자한에 의해 하중지구 마 와라 알나흐르에서 차가타이국의 칸으로 추대되었다. 차가타이 한국은 분열되었고 그는 돌궐계 귀족들의 괴뢰 칸이었다. 그러나 1348년 카자한은 다시 두아의 손자 바얀 쿨리를 세우고, 다니시멘지는 살해되었다. 1370년 그의 아들 수우르가트미시가 서차가타이 한국의 칸이 되었다.